# Жан-Жак Дессалін
Жан-Жак Дессалі́н (фр. Jean-Jacques Dessalines, креоль. Janjak Desalin, 20 вересня 1758 — 17 жовтня 1806) — лідер незалежницького руху Гаїті та перший правитель незалежного Гаїті (з 1 січня 1804 до 22 вересня 1804 — генерал-губернатор, з 22 вересня 1804 до 17 жовтня 1806 — імператор), нині його вважають національним героєм Гаїті.

## Біографія
З народження він носив ім'я Жак Дюкло (фр. Jacques Duclos), це прізвище успадкував від свого господаря, потім був куплений французом на прізвище Дессалін, який дав йому своє прізвище (пізніше, ставши диктатором Гаїті, Жан-Жак Дессалін врятував свого колишнього господаря від репресій і навіть дав йому роботу).
Після Французької революції Дессалін служив у французькій армії та брав участь у відбитті британського та іспанського вторгнень на Гаїті, під час яких (в 1799 році) дослужився до звання бригадного генерала.
Під час Гаїтянської революції він служив під командуванням Туссена Лувертюра (фр. Toussaint Louverture) який керував національно-визвольним рухом на Гаїті. Після арешту Лувертюра, Дессалін очолив антиколоніальне повстання. У 1803 році він завдав поразки французьким військам. У 1804 році був обраний генерал-губернатором острова, а 1 січня 1804 року у місті Гонаїв проголосив Акт незалежності Гаїті. У вересні 1804 року проголосив себе Імператором Гаїті Жаком (Яковом) I.
За розпорядженням Дессаліна в 1804 році було знищено більшість білого населення Гаїті, за винятком священиків, лікарів, ремісників та «негрофілів» (білих, які симпатизували чорним і виступали за їхні права). Інший виняток — солдати польського легіону у складі французької армії, які відмовилися воювати з прихильниками гаїтянської незалежності і залишилися у країні після евакуації французів.
Слід зазначити, що деякі гаїтянські генерали саботували геноцид і часто приховували білих, допомагаючи їм емігрувати.
Він був вбитий внаслідок замаху 17 жовтня 1806, коли змовники полонили та стратили його біля містечка Понт-Руж.

## Пам'ять
На його честь названо гімн Гаїті — «Ля Діссалінієнн» (фр. La Dessalinienne).

## Родина
Його дружина, Марія Фелісіті (народилася у 1758 році), померла в Гонаїві в серпні 1858 року.